# Göte Almqvist
Göte Augustin Almqvist, född den 25 juni 1921 i Skellefteå, död där den 21 december 1994, var en svensk ishockeyspelare.
Almqvist spelade 52 landskamper för Sveriges herrlandslag i ishockey. Han blev världsmästare i ishockey 1953. Året innan tog han initiativ till att moderklubben Skellefteå AIK skulle börja spela i tigerrandiga tröjor, ett utseende som lagets matchställ fortfarande har.
Han blev Stor grabb i ishockey nummer 46.
Göte Almqvist är begravd på Lunds kyrkogård i Skellefteå.

## Meriter
- Världsmästare i ishockey 1953
- OS-brons 1952
- VM-brons 1954